# Arachis repens
Arachis repens är en ärtväxtart som beskrevs av Osvaldo Handro. Arachis repens ingår i släktet jordnötter, och familjen ärtväxter. Inga underarter finns listade i Catalogue of Life.